# Ruhunu Rata

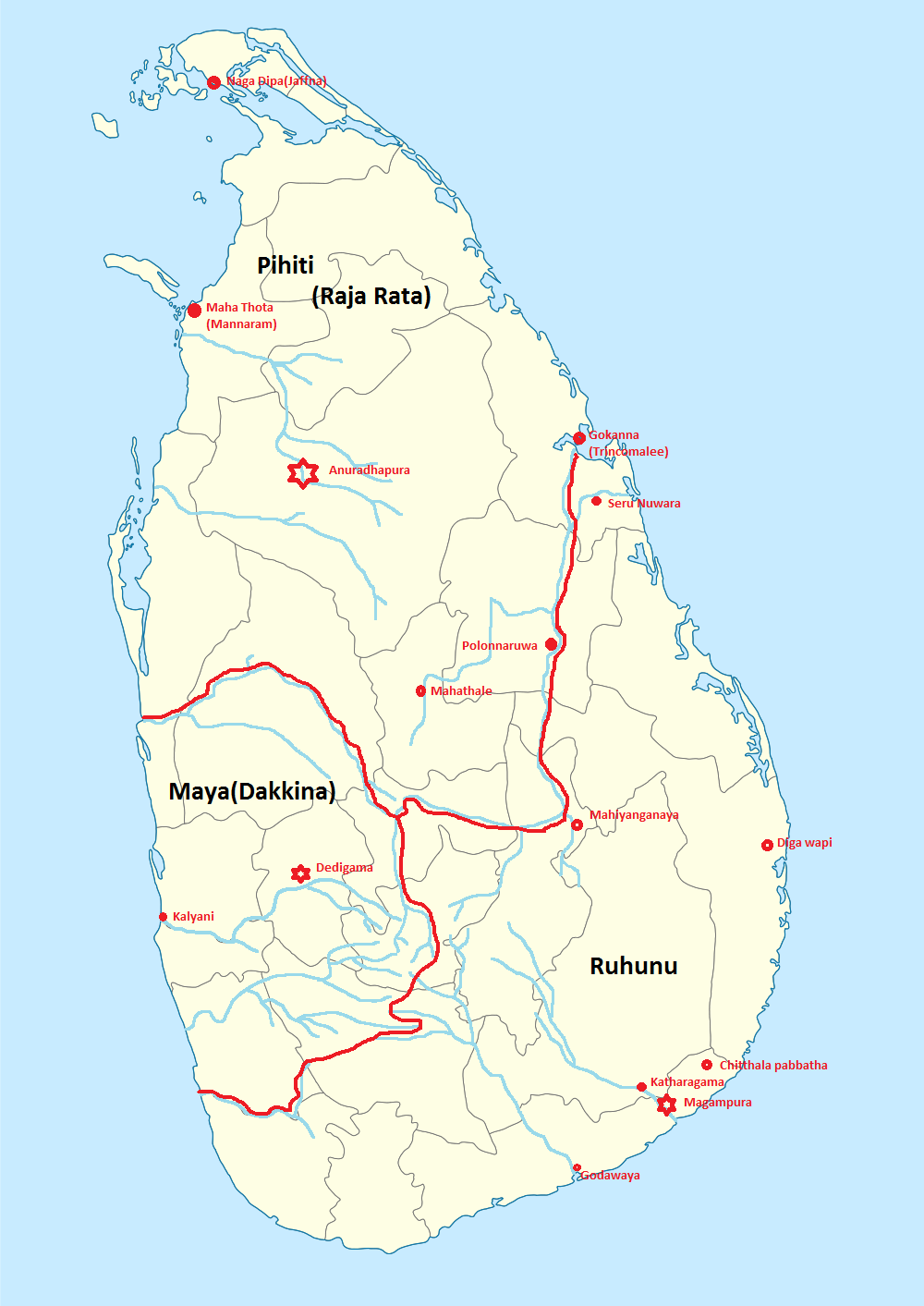
Ruhuna (Ruhunu)

Ruhunu o Ruhuna, també referit a com el regne de Ruhuna o Ruhuna Rata és una regió de Sri Lanka sud-Oriental. Fou el centre d'una floreixen civilització i un dels centres culturals i econòmics de l'antiga Sri Lanka. Magama, Tissamaharama i Mahanagakula (ara anomenada Ambalantota) foren poblacions destacades.
Ruhuna va ser fundada al voltant del 200 aC pel príncep Mahanaga, germà de Devanampiya Tissa d'Anuradhapura, després d'una disputa personal. Aquesta regió va jugar una funció vital en la construcció de la nació i en l'establiment de la cultura budista.
L'àrea identificada amb Ruhuna antigament és principalment la província del sud, una part gran de la província d'Uva i parts menors de Sabaragamuwa i de la província Oriental.
Molts sobirans de Ruhuna no són coneguts, però hi ha un bon coneixement dels sobirans que van governar al segle xi.

## Sobirans de Ruhuna
| Retrat | Nom | Naixement | Mort | Rei des de      | Rei fins a | Relació amb predecessor(s)/Observacions |
| ------ | --- | --------- | ---- | --------------- | ---------- | --- |
|        | Mahanaga | -         | -    | - aC            | - aC       | Germà petit de Devanampiya Tissa |
|        | Yalakatissa | -         | -    | - aC            | - aC       | Fill de Mahanaga |
|        | Gothabhaya | -         | -    | - aC            | 205 aC     | Fill de Yatala Tissa |
|        | Kawan Tissa | -         | -    | 205 aC          | 161 aC     | Fill de Gothabhaya |
|        | Sadda Tissa | -         | -    | 161 aC          | 160 aC     | Fill de Kawan Tissa |
|        | Dutugamunu (Gamani el Gran, dit el Desobedient) | -         | -    | 160             | 155 aC     | Fill de Kawan Tissa, germà gran de Sadda Tissa. Vers 155 aC rei de tota l'illa. |
|        | Vikramabahu (o Kassapa VI, abans de la coronació) | -         | -    | 1037            | 1049       | Fill de Mahinda |
|        | Kirti I (ministre) | -         | -    | 1049            | 1049       | Un noble de Ruhuna |
|        | Mahalana Kirti | -         | -    | 1049            | 1052       | Un cap |
|        | Vikrama Pandya | -         | -    | 1052            | 1053       | Un príncep singalès |
|        | Jagatipala | -         | -    | 1053            | 1057       | Un nadiu d'Ayodhya |
|        | Parakkama Pandya | -         | -    | 1057            | 1059       | |
|        | Lokeswara (ministre) | -         | -    | 1059            | 1065       | Un habitant de Ruhuna |
|        | Kassapa (guardià) | -         | -    | 1065            | 1066       | Guardià del Cabell Sagrat de Buda |
|        | Kirti II | -         | -    | 1066            | 1070       | El 1070 va dominar tota l'illa i fou rei com Vijayabahu I. |
|        | Jaya Bahu | -         | -    | després de 1070 | vers 1100  | Vers 1100 fou nomenat primer ministre |
|        | Vikramabahu I | -         | -    | vers 1100       | vers 1111  | Vers 1111 fou rei de Rajarata |
|        | Manabharana de Maya Rata amb seu a Punkhagaraa; Kirti Sirimegha, districte de Giruwapattu amb capital a Mahanagakula; i Sri Vallabha, regió d'Atthasahassa (korales d'Attakalan i Kolonna) | -         | -    | vers 1111       | 1130       | Nebots de Jaya Bahu i cosins de Vikramabahu I Manabharana va morir vers 1130 i el va succeir com a rei de Maya Rata el seu germà Kirti Sirimegha que va deixar els seus districtes a Ruhunu a Sri Vallabha en endavant rei de Ruhunu. A Kirti Sirimegha el va succeir vers 1140 el seu nebot i fill adoptiu Parakramabahu I. |
|        | Kirti Sirimegha (a Maya Rata) | -         | -    | vers 1100       | vers 1140  | |
|        | Parakramabahu I (a Maya Rata) | -         | -    | vers 1140       | vers 1153  | Fill de Manabharana, nebot i fill adoptiu de Kirti Sirimegha Vers 1153 rei de tota l'illa |
|        | Sri Vallabha (a Ruhunu) | -         | -    | vers 1130       | vers 1136  | |
|        | Manabharana | -         | -    | vers 1136       | vers 1153  | Fill de Sri Vallabha Vers el 1153 va disputar sense èxit el tron de Rajarata a Parakramabahu I de Maya Rata que va unificar l'illa sota el seu únic govern Ruhunu va pertànyer al regne de Polonnaruwa de 1153 a 1215 quan Rajarata va caure en mans de Kalinga Magha.                                                       |
|        | Bhuvaneka Bahu | -         | -    | vers 1215       |            | Príncep de sang reial |